# T-Online
T-Online (Eigenschreibweise seit 2020 t-online.) ist ein deutsches Online-Portal. Es war auch der Markenname eines zunächst separaten Onlinedienstes der Deutschen Telekom. 1995 gingen die ersten Dienste unter diesem Namen in Betrieb und wurden in eine eigene Gesellschaft ausgegliedert. Ab 2005 wurde das Angebot zunächst mit dem DSL-Ausbau schrittweise in die Sparte T-Home ausgegliedert. Das Portal t-online.de, das ursprünglich der Absatzförderung von T-Online diente, wurde im November 2015 an Ströer Media verkauft, einen Vermarkter von Online- und Außenwerbung.

## Angebot
T-online.de veröffentlicht Nachrichten, Meinungen und Erklärformate zum aktuellen Weltgeschehen in verschiedenen Rubriken.
Nach Angaben der Ströer-Gruppe erreichte das Portal im Jahr 2017 rund 29 Millionen Personen („Unique User“) pro Monat. Laut Auswertungen des Branchendienstes Meedia gehörte t-online.de, gemessen an seiner Reichweite, im Jahr 2019 zu den ersten fünf Medienmarken in Deutschland.

## Redaktion
Die Inhalte von t-online entstehen seit 2017 in der Zentralredaktion in Berlin unter der Leitung von Chefredakteur Florian Harms (ehemals Chefredakteur Spiegel Online). Neben dem Standort Berlin sind in Frankfurt am Main der Geschäftsführer der Ströer Digital Publishing, Tobias Fella, sowie Produktmanagement, IT und Vermarktung angesiedelt.

## Geschichte

### 1990er: Anfänge

Logo von 2013 bis 24. März 2019

1995 wurde der bestehende Onlinedienst BTX der Deutschen Telekom in T-Online umbenannt. Im September 1995 gründete die Deutsche Telekom das Portal t-online.de als Anlaufstelle für das Internet und die E-Mail-Kommunikation. Neben aggregierter und redaktioneller Nachrichten streamte t-online.de exklusive Inhalte wie den weltweit ersten Live-Video-Chat mit einem Astronauten im Weltall. 1996 wurde die damalige Online Pro Dienste GmbH & Co. KG aus der Deutschen Telekom ausgegliedert.

### 2000–2015: Umfirmierung und Eingliederung in den Telekom-Konzern
Zum 1. Januar 2000 erfolgte die Umbenennung in T-Online International AG und die Änderung der Gesellschaftsform in eine Aktiengesellschaft. Am 17. April 2000 wurde die T-Online-Aktie erstmals an der Börse gehandelt. Ihr Emissionspreis betrug 27 Euro; die Aktie war 20-fach überzeichnet. Mitte Juni 2000 wurde die Aktie in den Aktienindex Nemax-50 des Neuen Markts aufgenommen.
Ab 2005 wurde zunächst im Rahmen der DSL-Verbreitung und des Ausbaus das gesamte Angebot nach und nach in die Sparte T-Home ausgegliedert. 
Ende 2006 wurde T-Online vom Mutterkonzern Telekom zurückgekauft. Die Verschmelzung scheiterte lange am erbitterten Widerstand der zahlreichen Kleinaktionäre. Am 17. September 2010 veröffentlichte die Deutsche Telekom im Bundesanzeiger eine technische Bekanntmachung über die Nachbesserung des Umtauschverhältnisses im Zusammenhang mit der Verschmelzung der ehemaligen T-Online International auf die Deutsche Telekom.

### 2015–2022: Übernahme und Umbau durch Ströer

Logo von 2019 bis August 2020

Logo seit 31. August 2020

Im November 2015 verkaufte die Deutsche Telekom den Domain-Namen t-online.de und den Vermarkter Interactive Media an das Vermarktungsunternehmen Ströer. Zuvor waren Gespräche mit dem Medienkonzern Axel Springer gescheitert. Der Kaufpreis betrug rund 300 Millionen Euro. Die Transaktion erfolgte auf dem Wege einer Kapitalerhöhung von Ströer gegen Sacheinlage der beiden Gesellschaften; die Deutsche Telekom erhielt dabei einen Anteil von 11,6 Prozent an Ströer.
Für Kunden des ehemaligen Betreibers Deutsche Telekom waren E-Mail-Dienst sowie Medien- und Kundencenter weiterhin über diese Portal abrufbar. Seit Anfang 2024 ist dort für Mobilgeräte nur noch ein Verweis auf die Telekom-Mail-App zu finden.
Im August 2016 wurde t-online.de Teil der Ströer Digital Publishing GmbH. Standort der Gesellschaft ist Frankfurt am Main.
2017 baute t-online.de in Berlin eine neue Zentralredaktion unter der Leitung von Chefredakteur Florian Harms auf.
Im März 2019 erhielt der Netzauftritt ein neues Logo, erstmals ohne das typische Telekom-T. Das Telekom-Magenta wurde nur noch für den Punkt im Logo beibehalten und sollte an die 24-jährige Geschichte der Telekommarke erinnern.
Im August 2020 wurde es erneut überarbeitet. Es enthält nun nur noch den Schriftzug t-online. statt t-online.de und war von Mai 2022 bis Juli 2024 mit dem  Untertitel „Nachrichten für Deutschland“ versehen.

## Kritik
T-Online geriet im Oktober 2010 mit seinem Einkaufsportal Einkaufswelt in die Kritik, als sich herausstellte, dass Nutzerbewertungen zu Produkten nicht von tatsächlichen Nutzern, sondern von der Agentur Textprovider geschrieben worden waren. Die Agentur hatte 1000 Texte zwischen 80 und 180 Wörtern geliefert, die als Konsumentenbewertungen von Kunden eingestellt wurden. Die Telekom erklärte, dass ihr der Auftrag nicht bekannt gewesen sei, und ließ die fraglichen Bewertungen löschen.